# Jenny Maxwell
Jenny Maxwell (3 de septiembre de 1941 – 10 de junio de 1981) fue una actriz cinematográfica y televisiva estadounidense, probablemente más conocida por su papel en el film de 1961 protagonizado por Elvis Presley Blue Hawaii.

## Biografía
Su nombre completo era Jennifer Helene Maxwell, y nació en Nueva York. De origen noruego (el apellido original de la familia, Moksvold, fue cambiado cuando emigraron a los Estados Unidos en 1949), y familiar lejana de Marilyn Monroe, Maxwell fue descubierta a los dieciséis años por el director Vincente Minnelli mientras estudiaba en su instituto de Brooklyn, quien le ofreció una prueba de pantalla. Encarnó a Ellie Corbett en Blue Hawaii, parte de una serie de películas protagonizadas por la estrella del rock Elvis Presley. Otras películas en las que participó fueron Blue Denim (1959), Take Her, She's Mine (1963, protagonizada por James Stewart), y Shotgun Wedding (también de 1963; el canto del cisne cinematográfico de Maxwell, escrita en parte por Ed Wood). 
Además de ello, Maxwell también actuó en diferentes series televisivas, entre ellas: Bonanza (primera temporada, capítulo 19 titulado "Los pistoleros"; 1959), The Twilight Zone (1961), Route 66 (1961), y 77 Sunset Strip (1963).
En abril de 1959, Maxwell, de 18 años, se casó con Paul W. Rapp, un ayudante de dirección de 24. Tras separarse en diciembre de 1961, tuvieron un divorcio muy publicitado, disputándose la custodia de su hijo Brian, ganando el pleito Maxwell. Posteriormente se casó con Ervin M. Roeder, un abogado de éxito que era 21 años mayor que ella. La ceremonia se celebró el 15 de febrero de 1970 en Los Ángeles.
En 1981, Maxwell y su marido fallecieron a causa de los disparos recibidos en el lobby de su domicilio en Beverly Hills, California, en lo que fue considerado un posible caso de intento de robo. Ella tenía 39 años. Sus restos fueron incinerados, y las cenizas esparcidas en el mar.